# Brzeście (Basse-Silésie)
Pour les articles homonymes, voir Brzeście.
Brzeście est une localité polonaise de la gmina de Żórawina, située dans le powiat de Wrocław en voïvodie de Basse-Silésie.